# Colin Falls
Colin Falls (Park Ridge, 9 giugno 1985) è un ex cestista statunitense con cittadinanza irlandese.

## Carriera
Cresciuto nella University of Notre Dame nello Stato dell'Indiana, ha poi giocato nella Loyola Academy di Chicago dove ha realizzato oltre 2.000 punti. Nel 2007 è stato ingaggiato dall'Upea Capo d'Orlando. L'atleta ha passaporto irlandese.